# Куладер
Куладе́р (фр. Couladère, окс. Coladèra) — коммуна во Франции, находится в регионе Юг — Пиренеи. Департамент — Верхняя Гаронна. Входит в состав кантона Казер. Округ коммуны — Мюре.
Код INSEE коммуны — 31153.

## География
Коммуна расположена приблизительно в 640 км к югу от Парижа, в 55 км к юго-западу от Тулузы.
По территории коммуны протекает река Гаронна.

## Климат
Климат умеренно-океанический. Зима мягкая и снежная, весна характеризуется сильными дождями и грозами, лето сухое и жаркое, осень солнечная. Преобладают сильные юго-восточные и северо-западные ветры.

## Население
Население коммуны на 2010 год составляло 443 человека.
| 1962 | 1968 | 1975 | 1982 | 1990 | 1999 | 2010 |
| ---- | ---- | ---- | ---- | ---- | ---- | ---- |
| 271  | 271  | 286  | 305  | 330  | 350  | 443  |

## Администрация
| Период | Период | Фамилия           | Партия       | Примечания   |
| ------ | ------ | ----------------- | ------------ | ------------ |
| 1980   | 1992   | Жак Дене          |              |              |
| 1992   | 1995   | Кристиан Сегела   |              |              |
| 1995   | 2008   | Жан-Пьер Приму    | беспартийный | работник EDF |
| 2008   | 2020   | Жоселин Уидерхолд |              |              |

## Экономика
В 2010 году среди 250 человек трудоспособного возраста (15—64 лет) 176 были экономически активными, 74 — неактивными (показатель активности — 70,4 %, в 1999 году было 60,8 %). Из 176 активных жителей работали 156 человек (89 мужчин и 67 женщин), безработных было 20 (5 мужчин и 15 женщин). Среди 74 неактивных 16 человек были учениками или студентами, 36 — пенсионерами, 22 были неактивными по другим причинам.

## Достопримечательности
- Церковь Св. Викентия
- Руины замка Сен-Венсан